# Février 2022
Le mois de février 2022 est marqué par l'invasion de l'Ukraine par la Russie.

## Événements
- 1er février : en Guinée-Bissau, le président Umaro Sissoco Embaló et son gouvernement sont victimes d'une tentative de coup d'État.
- 2 février : plus de soixante réfugiés sont massacrés à Plaine Savo, en république démocratique du Congo, par des insurgés de la CODECO.
- 3 février : Abou Ibrahim al-Hachimi al-Qourachi, le chef de l'État islamique, meurt lors d'un raid et d'une bataille du Commandement des opérations spéciales conjointes des États-Unis à Atme, dans le gouvernorat d'Idlib, en Syrie. Qurayshi a fait exploser une bombe qui l'a tué ainsi que douze autres personnes, dont des membres de sa propre famille[1].
- 4 février : cérémonie d'ouverture des Jeux olympiques d'hiver de 2022, organisés à Pékin.
- 5 février : 
  - élections sénatoriales en Algérie.
  - le cyclone Batsirai frappe Madagascar et fait 92 morts au moins.
- 6 février : 
  - élection présidentielle et élections législatives au Costa Rica, José María Figueres Olsen et Rodrigo Chaves Robles se qualifient pour le second tour.
  - le Sénégal remporte la coupe d'Afrique des nations de football 2021 face à l’Égypte.
- 8 février : 
  - au Mali, une opération conjointe des Forces armées maliennes et de la force opérationnelle Takuba dirigée par la France tue au moins 30 djihadistes. Un avion de chasse Mirage 2000 a été impliqué dans l'opération, bombardant un groupe de terroristes à moto[2].
  - au Bénin, des rangers et des soldats béninois sont attaqués dans un parc national du Nord ; un Français perd la vie dans l’embuscade[3].
- 11 février : l'administration Biden affirme que la Russie dispose désormais de suffisamment de troupes et d'équipements militaires en place pour lancer une invasion de l'Ukraine[4].
- 13 février : 
  - élection présidentielle en Allemagne, Frank-Walter Steinmeier est réélu.
  - les Rams de Los Angeles gagnent le Super Bowl LVI.
- 16 février :
  - au Brésil, au moins 231 personnes sont tuées et 69 portées disparues par des glissements de terrain et des inondations à Petrópolis, dans l'État de Rio de Janeiro[5],[6] ;
  - mort à 93 ans de Cristina Calderón, dernière locutrice courante de la langue yagan (la centaine d'autre Yagans encore en vie ne parlant pas couramment ce langage)[7].
- 18 février : 
  - après qu'au moins quarante civils aient été tués la semaine précédente dans trois attaques menées par l'État islamique dans le Grand Sahara dans les environs de Tessit, l'aviation malienne bombarde un camp terroriste près des frontières avec le Burkina Faso et le Niger, suivi de combats au sol entre les djihadistes et l'Armée malienne ; selon l'Armée malienne, 57 terroristes et huit soldats sont morts dans les affrontements[8].
  - au Niger, sept enfants sont tués et cinq autres sont blessés lors d'une frappe aérienne de l'armée de l'air nigériane dans la région de Maradi au Niger. L'armée a rapporté que la frappe aérienne était le résultat "d'une erreur à la frontière"[9].
- 20 février : 
  - le président russe Vladimir Poutine et le président français Emmanuel Macron annoncent qu'ils travailleront à un accord de cessez-le-feu pour éviter la guerre avec l'Ukraine[10].
  - cérémonie de clôture des Jeux olympiques d'hiver de Pékin.
- 21 février : 
  - à l'encontre du Droit International Public et des accords de Minsk, la Russie reconnaît l'indépendance des républiques populaires de Donetsk et de Lougansk, régions sécessionnistes de l'Ukraine.
  - au Burkina Faso, au moins 63 personnes tuées par une explosion accidentelle dans une mine d’or artisanale[11].
  - La Cour constitutionnelle légalise l'avortement en Colombie.
- 24 février : 
  - Début de l'Invasion de l'Ukraine par la Russie.
  - Israël tire plusieurs missiles vers Damas en Syrie. Trois soldats syriens sont tués.
- 25 février : au moins dix personnes sont tuées dans un tremblement de terre dans l'ouest de Sumatra, en Indonésie.
- 27 février : référendum constitutionnel en Biélorussie.
- 28 février : 
  - la KCNA affirme que le test de missile effectué  par la Corée du Nord visait à développer un système de satellites de "reconnaissance"[12].
  - l'Ukraine dépose officiellement sa candidature à l'adhésion à l'Union européenne.